# Национальный Израильский тракт

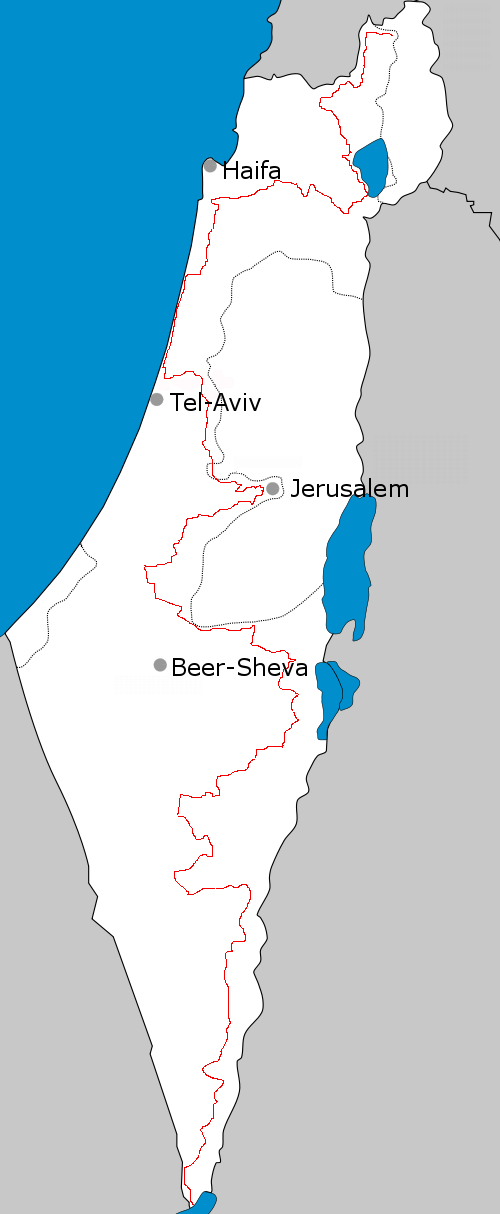
Национальный Израильский тракт

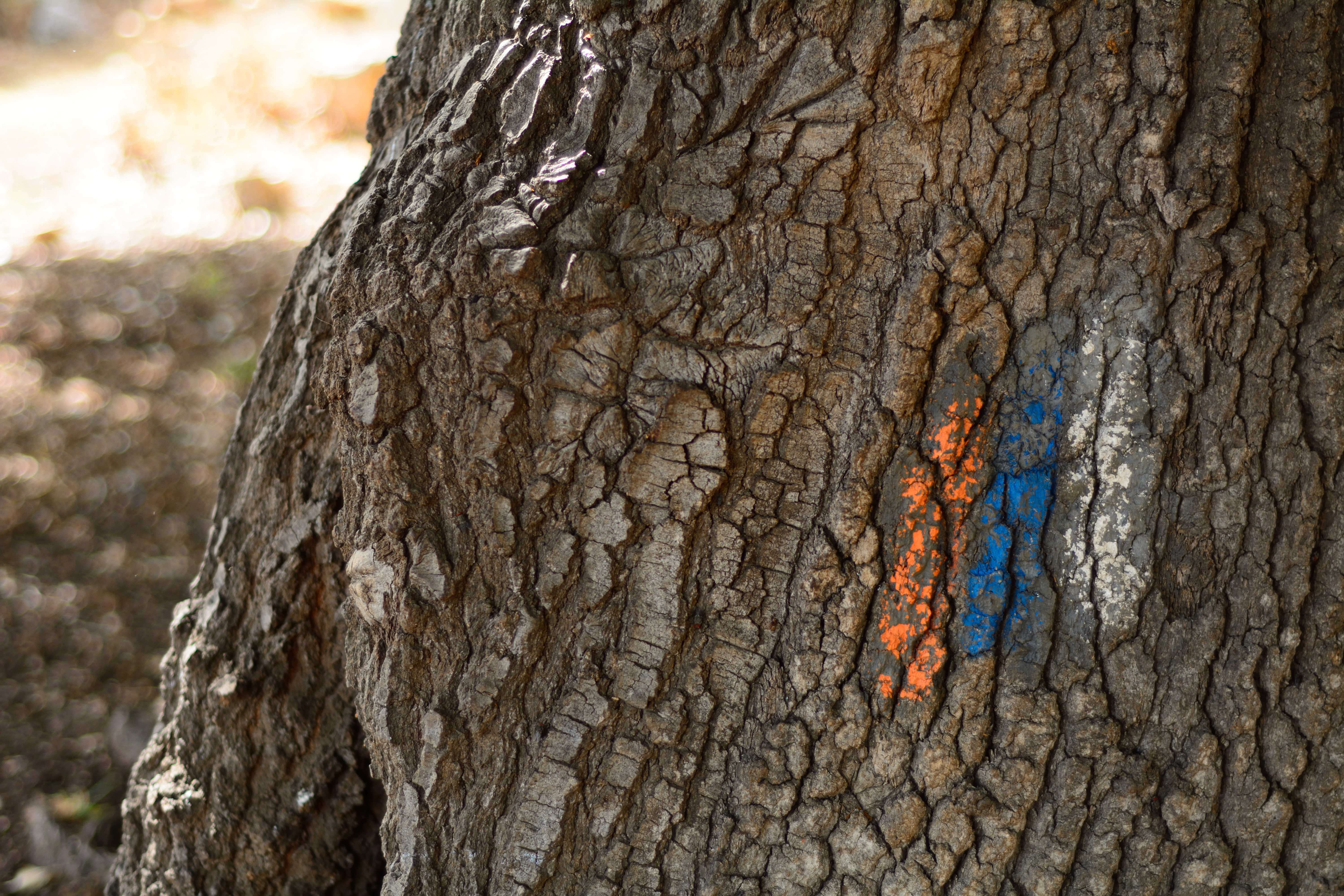
Дорожная метка, обозначающая Национальный Израильский тракт, на стволе дуба в Нижней Галилее

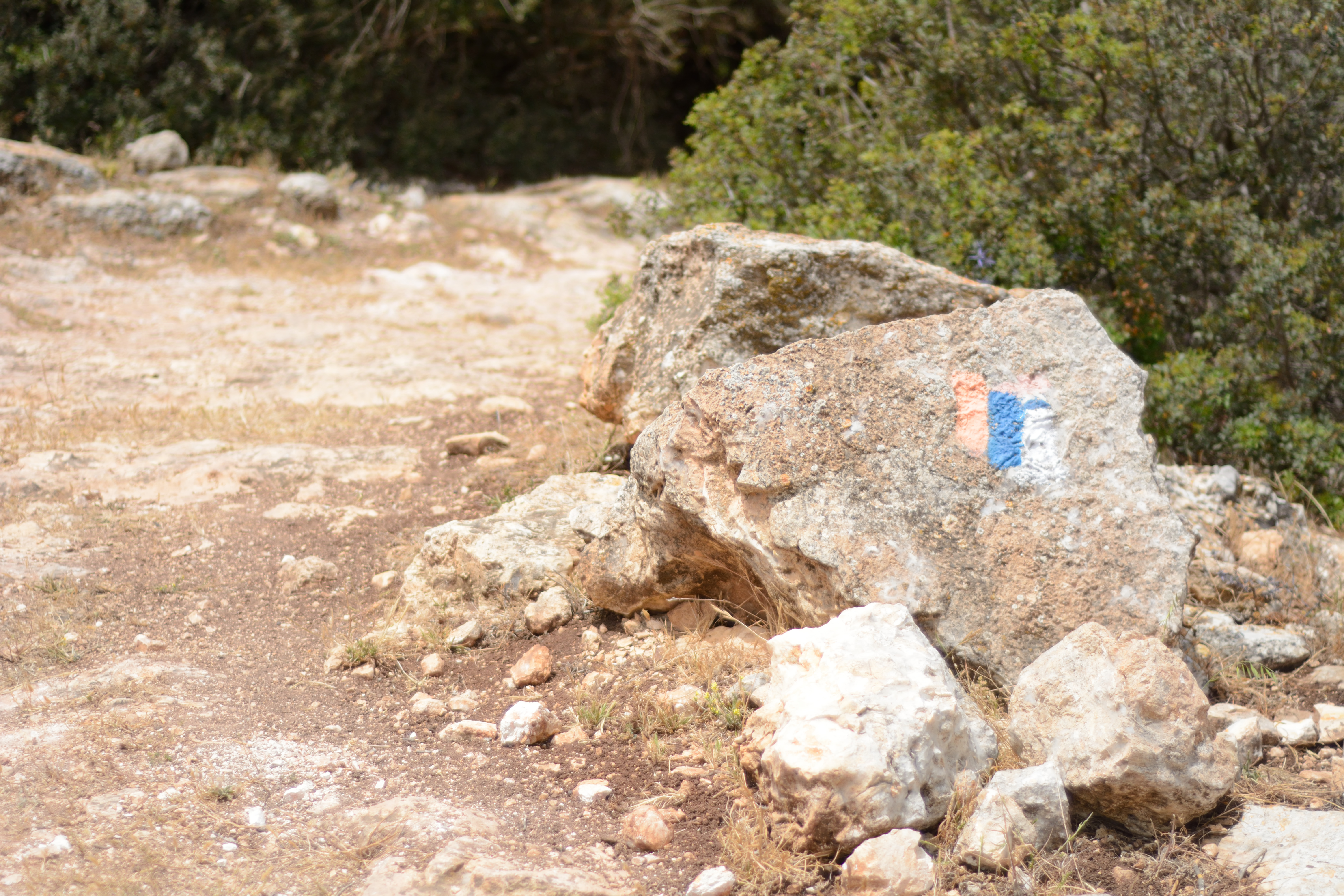
Дорожная метка, обозначающая Национальный Израильский тракт, на камне в заповеднике Алоним

Национальный Израильский тракт, Тропа Израиля, Израильская тропа (ивр. שביל ישראל‎) — пешеходный маршрут, открытый в 1995 году, который проходит по всей длине Израиля от кибуца Кфар-Гилади на севере страны, неподалёку от ливанской границы, до города Эйлат, расположенного на юге страны. Общая протяжённость маршрута составляет 1040 км.

## Дорожные метки
Маршрут разграничен тремя метками: белой, синей и оранжевой. Прохождение маршрута занимает в среднем от 45 до 60 дней. В октябре 2019 года маршрут был расширен, включив в себя Масаду и район Мертвого моря, а в августе 2023 года к нему был добавлен ещё один небольшой участок, включающий часть Голанских Высот. В настоящий момент протяженность Национального Израильского тракта составляет более 1000 км, и он размечен, управляется и обслуживается Израильским комитетом по тропам, который также прокладывает, помечает и обслуживает 15 тыс. км туристических маршрутов по всему Израилю.

## История
Национальный Израильский тракт является детищем двух израильтян: журналиста и путешественника Авраама Тамира, прошедшего в 1970-х годах Аппалчскую тропу и Ори Двира, туриста, педагога и основателя Общества охраны природы Израиля (SPNI). Израильский национальный тракт был официально открыт президентом Израиля Эзером Вейцманом в 1994 году. Одна из его целей — дать израильтянам возможность познакомиться со всей широтой страны воочию. В ходе этой разработки постепенно добавлялись различные участки трассы.
В 2003 году часть трассы была отведена от Шарона, и теперь проходит вдоль побережья. Причинами изменения стали развитие шоссе № 6, предотвращение риска для безопасности при нахождении возле Зеленой линии и желание добавить к трассе участки с видом на город и море.
Согласно статистике, собранной в 2010 году, только 4 из 10 туристов проходят весь маршрут. Осознавая это, планировщики разделили его на более мелкие участки, которые можно пройти отдельно. Некоторые участки можно пройти в однодневных поездках или в выходные.
Поскольку южный участок тропы проходит через множество изолированных районов, туристы запасаются едой и водой в специально отведенных местах на тропе перед началом похода или оплачивают доставку припасов.
Туристы могут обратиться за помощью к «ангелам тропы». Например, в кибуце Ягур солдат оставляет ключ от своей комнаты туристам, которым нужно место для ночлега, а фермер в лесу Хадера предлагает спальные помещения в обмен на дневную работу.
Уникальным явлением, возникшим с ростом популярности тропы, является «тропа ангелов» (иврит: מלאכי שביל, Малах Швиль). Это прозвище относится к людям, которые живут вдоль тропы и предлагают туристам помощь, например, предоставляют жилье с кроватями и душем, позволяют им разбить палатку у себя во дворе или помогают с транспортом. Большинство «ангелов» не требуют компенсации за свою поддержку.

## Маршрут
Тропа представляет собой непрерывную пешеходную дорожку через всю страну Израиль. В основном она состоит из грунтовых дорог, однако иногда включает в себя тихие дороги или тротуары. Тропа часто отмечена уникальными полосатыми указателями. Их часто рисуют на скалах и деревьях или с помощью знаков и табличек.
По тропе ходят либо с севера на юг, либо с юга на север, распространены оба направления. Однако чаще используют направление с севера на юг. Поэтому ниже приводится описание маршрута в этом направлении.

### Голанские высотыиВерхняя Галилея
Первоначально начало тропы было в кибуце Дан, расположенном за музеем Бейт-Усишкин. Но с августа 2023 года тропа начинается у входа в парк Маунт-Хермон на Голанских высотах. Она спускается в Верхнюю Галилею, проходит через город Кирьят-Шмона и проходит недалеко от Тель-Хая, где проходит мимо мемориала Иосифу Трумпельдору.
Тропа в этом районе проходит на возвышенности, откуда открывается вид на долину Хула, часть Великой рифтовой долины. Далее тропа достигает форта Наби Юша/Мецудат Коач, а затем святилища Аль-Навин (пророк Иисус Навин).
Тропа продолжается до горы Мерон. Она проходит мимо скального образования, известного как Кресло Илии, и археологических раскопок Хирбет Шема. Далее на тропе видны обнаженные трубы Национального водовода Израиля. Затем она проходит в Нахаль-Амуде, более чем в двухстах метрах ниже города Цфат.

### Нижняя Галилея
Маршрут проходит на более низкой высоте, недалеко от Галилейского моря, в городе Мигдал. Затем он ненадолго поднимается на гору Арбель, откуда открывается вид на скалы и естественные пещеры внизу. Отсюда маршрут проходит недалеко от гор Хаттин, где произошла битва при Хаттине. Вскоре после этого маршрут проходит через Тверию, город, расположенный непосредственно у Галилейского моря.
Пройдя по нему некоторое время, маршрут отходит от Галилейского моря, в месте крещения Ярденит, к реке Иордан, по которой следует очень коротко. Маршрут проходит мимо бывших деревень Авлам и Сирин, а также археологических раскопок Тель-Рекхеш.
Затем маршрут продолжается над горой Фавор, на вершине которой расположена церковь Преображения Господня. После спуска маршрут снова поднимается, над горой Девора, на вершине которой находится памятник в честь серебряной годовщины свадьбы королевы Елизаветы II и принца Филиппа. Вскоре после этого он проходит мимо природного заповедника Назарет Ирис.
Здесь маршрут приближается к городу Назарет, но обходит его стороной, вместо этого он проходит через Ноф Хагалил (Назарет Илит). После выезда он проезжает мимо археологических раскопок Сепфориса (Циппори). Далее проезжает мимо руин водяной мельницы Таханат Ханезирим.

### Тель-Авив и Иерусалим
Далее маршрут поворачивает в устье реки Яркон, по которой он следует некоторое время через парк Яркон. Проезжая по железной дороге мимо дота британской армии, он затем переходит в национальный парк Яркон-Спрингс. Затем он впадает в реку недалеко от города Рош-Хаайин.
Маршрут проходит мимо римского мавзолея Хирбат Мазор. Через некоторое время он проходит через археологические раскопки Тель Хадид. Далее он проходит через лес Бен-Шемен, затем проходит неподалеку к римским руинам Хирбат Анава и Хирбат Рагав. Далее на юг маршрут проходит мимо монастыря Латрун, старого замка крестоносцев и деревни Неве-Шалом.
Теперь маршрут начинает подниматься в национальный парк Иудейские горы. Прогуливаясь вдоль хребта Шаярот, открывается вид на шоссе № 1, главную дорогу из Тель-Авива в Иерусалим. Маршрут следует по Бирма-роуд, импровизированной дороге, использовавшейся во время осады Иерусалима в 1948 году солдатами Пальмаха из бригады Харель; проходит мимо множества военных постов поблизости. Вскоре он проходит мимо пещеры Бней-Брит, мемориала, посвященного жертвам Холокоста.
Далее на восток маршрут проходит через бывшую деревню Сатаф, а затем вдоль Нахаль-Сорека. Вскоре маршрут максимально приблизится к Иерусалиму; отсюда по отдельной тропе, Иерусалимской тропе, можно совершить двухдневную экскурсию по городу. Маршрут проходит мимо Яд Кеннеди, мемориала Джону Ф. Кеннеди, и Хирбат Ханот, старой остановки путешественников.

### Негев
Покидая город, маршрут проходит в пустыню Негев. Он проходит через гору Кина, а затем вдоль реки Нахаль Канфан. Гораздо позже он проходит через римские археологические раскопки Мезад Тамар. Направляясь на юг, она достигает наблюдательного пункта на краю Хамахтеш Хакатан, первого из трех махтешей, которые видит тропа; она проходит через него и приближается к ущелью (центр).
Позже маршрут проходит через Мезад-Цафир, древнеримскую крепость, которая была частью Лимеса (границы). Некоторое время он следует за Нахаль-Хатирой, вдоль которой находится водопад Хатира, самый высокий сухой водопад в Израиле, затем проходит мимо другой римской крепости, Мейзад-Йоркам.
Далее маршрут поднимается на гору Карболет, разрушенный южный край Хамахтеш-Хагадола (букв. Большой кратер), а затем следует по Нахаль-Афрану. Затем он входит в долину Зин, чтобы пересечь Нахаль-Зин. Она достигает вершины горы Акев, источника Эйн-Акев и реки Нахаль-Акев. Затем она проходит через оазис Эйн-Шавив.
Далее она проходит мимо Мецад-Махмала, форта, используемого для защиты торговых путей пряностями. Затем он въезжает в город Мицпе-Рамон.
Мицпе Рамон находится на окраине Махтеш-Рамона, самого большого Махтеша в мире. Маршрут занимает около двух дней, чтобы пересечь его, и проходит недалеко от Эйн-Сахароним, самой глубокой точки Махтеша. Покинув Махтеш, он проходит мимо древнего караван-сарая Моа и проходит через каньоны Барак и Вардит.

## Международное признание
Журнал «National Geographic» включил Национальный Израильский тракт в список 20 самых эпичных маршрутов, описав его как погружение в грандиозный масштаб библейских сюжетов.

## Вклад в историю
Тропа занимает видное место в романе израильского писателя Дэвида Гроссмана «На краю земли» 2008 года. В этой истории мать израильского солдата отправляется на тропу, чтобы занять себя и отвлечься, пока ее сын участвует в военной операции.